# EIF4E

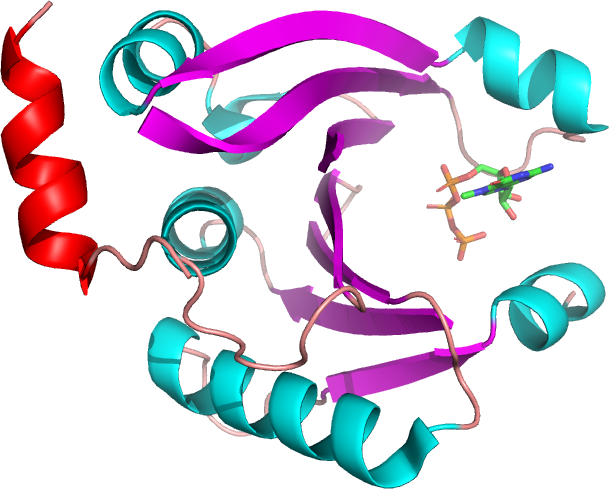
7-メチルGTPを結合したeIF4E

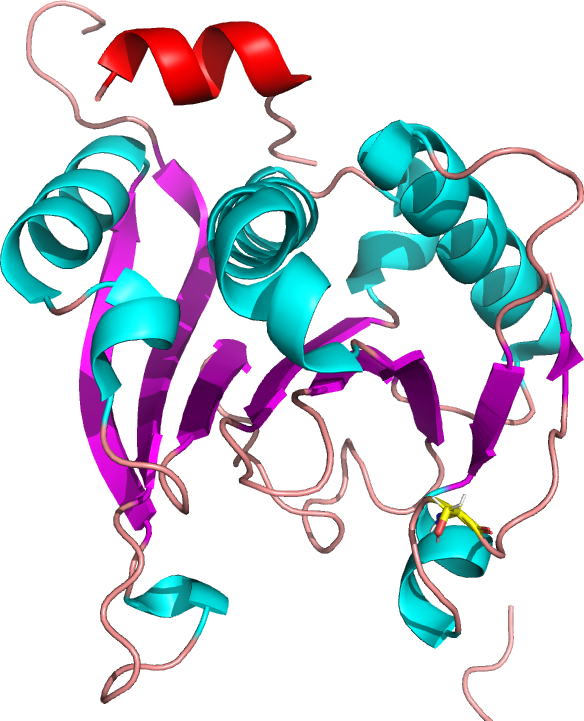
eIF4Eのαヘリックス（シアン）に結合した4E-BP（赤）

eIF4E（eukaryotic translation initiation factor 4E）は、ヒトではEIF4E遺伝子にコードされるタンパク質である。

## 構造と機能
真核生物細胞のほとんどのmRNAは、5'末端が7-メチル-グアノシンの5'キャップ構造（m7GpppX、Xは任意のヌクレオチド）によって保護されている。この構造は、翻訳、スプライシング、mRNAの安定性、RNAの核外搬出の向上など、いくつかの細胞過程と関係している。eIF4EはｍRNAのキャップ構造をリボソームへ差し向ける真核生物の翻訳開始因子である。24 kDaのポリペプチドで、遊離型またはeIF4F複合体の一部として存在する。ほぼすべてのmRNAは、タンパク質へ翻訳されるためにeIF4Eを必要とする。eIF4Eは真核生物の翻訳装置の律速となる構成要素であり、真核生物におけるタンパク質合成においてmRNAとリボソームの結合段階に関与している。
eIF4Fの他のサブユニットは、ATPアーゼ活性とRNAヘリカーゼ活性を持つ47 kDaのeIF4Aと、足場タンパク質である220 kDaのeIF4Gである。
一部のウイルスは、eIF4GのeIF4E結合部位が除去されるようにeIF4Gを切断する。ウイルスはeIF4Eがなくともタンパク質への翻訳を行うことができる。また、一部の細胞タンパク質も翻訳にeIF4Eを必要とせず、そのようなタンパク質として最もよく知られているものは熱ショックタンパク質である。ウイルスタンパク質もこうした細胞タンパク質のどちらも、RNA中のIRESを介してタンパク質への翻訳が行われる。

## 調節
eIF4Eは比較的存在量の少ない翻訳開始因子であるため、翻訳制御の標的となっている。eIF4Eの調節は、転写、リン酸化、阻害タンパク質という3つの異なる機構によって行われている可能性がある。

### 遺伝子発現による調節
eIF4Eの転写調節を担う機構は完全には理解されていない。しかしながら、いくつかの報告からはmycのレベルとeIF4EのmRNAのレベルが細胞周期を通して相関していることが示唆されている。この関係は、eIF4Eの遺伝子のプロモーター領域に2つのmyc結合部位（CACGTG E-boxリピート）が特定されたことによって、さらなる裏付けが得られている。この配列モチーフはmycのin vivoでの他の2つの標的と共通しており、eIF4EのE-boxリピートの変異はプロモーター領域を不活性化して発現を低下させる。

### リン酸化による調節
細胞増殖を促進するホルモン、成長因子、分裂促進因子などの刺激は、eIF4Eをリン酸化することで翻訳率も向上させる。eIF4Eのリン酸化と翻訳率は常に相関しているわけではないが、細胞周期を通して、リン酸化レベルはG0期とM期に低く、G1期とS期に高い、という一貫したパターンが観察される。このことは、eIF4Eのセリン209番残基のリン酸化がeIF4Eのキャップ化mRNAに対する親和性を向上させることを示唆する結晶構造によっても支持されている。

### 阻害タンパク質による調節
eIF4F複合体の組み立ては4E-BP（eIF4E-binding protein）と呼ばれるタンパク質によって阻害される。4E-BPは小さな熱安定タンパク質で、キャップ依存的翻訳を阻害する。非リン酸化4E-BPはeIF4Eと強固に相互作用することで翻訳を防ぐ。一方、リン酸化された4E-BPはeIF4Eに弱くしか結合しないため、翻訳過程に干渉することはない。さらに、4E-BPの結合はeIF4EのSer209のリン酸化を阻害する。

## がんにおける役割
eIF4Eの過剰発現が線維芽細胞の腫瘍化を引き起こすことが発見されたことで、がんにおけるeIF4Eの役割は確立された。この発見以降、さまざまな細胞株で同様の結果が得られている。その結果、eIF4Eの活性は乳がん、肺がん、前立腺がんを含むいくつかのがんへ関与していることが示唆されている。ヒトの転移性腫瘍の転写プロファイリングからは、eIF4Eが常にアップレギュレーションされている場合には代謝に明確なサインがみられることが明らかにされている。

## FMRPのeIF4Eへの結合による翻訳抑制
FMRP（FMR1）は、eIF4Eへの結合によって特定のｍRNAの翻訳を調節する。FMRPはCYFIP1に結合することで作用し、CYFIP1は4E-BP（4E-BP1、4E-BP2、4E-BP3）に構造的に類似したドメインを介してeIF4Eに直接結合する。FMRP/CYFIP1複合体は、翻訳に必要なeIF4E/eIF4G間の相互作用を妨げるように結合する。FMRP/CYFIP1/eIF4E間の相互作用は、RNAの存在によって強化される。特に、BC1 RNAはFMRPとCYFIP1の間の最適な相互作用を可能にする。BC1 RNAは樹状突起に存在する翻訳されないRNAで、FMRPに結合して特定の標的mRNAとの結合を可能にする。BC1はFMRPを適したmRNAへリクルートすることで、シナプスでのFMRPとmRNAの間の相互作用を調節している可能性がある。
さらに、FMRPは翻訳を抑制するために特定のmRNAへCTFIP1をリクルートする。FMRP-CYFIP1翻訳阻害因子は神経細胞の刺激によって調節される。シナプスの刺激の増加はCYFIP1のeIF4Eからの解離を引き起こし、翻訳開始を可能にする。

## 相互作用
EIF4Eは次に挙げる因子と相互作用することが示されている。
- EIF4A1（英語版）[22][23]
- EIF4EBP1[22][23][24][25][26][27][28][29][30][31][32][33][34]
- EIF4EBP2（英語版）[25][35]
- EIF4EBP3（英語版）[36][37]
- EIF4ENIF1（英語版）[38]
- EIF4G1（英語版）[23][25][30][39][40]
- EIF4G2（英語版）[41]

## 関連文献
- “Prevention of head and neck cancer: current status and future prospects”. Current Problems in Cancer 28 (5):  265–86. (2004). doi:10.1016/j.currproblcancer.2004.05.003. PMID 15375804.
- “Controlling gene expression through RNA regulons: the role of the eukaryotic translation initiation factor eIF4E”. Cell Cycle 6 (1):  65–9. (2007). doi:10.4161/cc.6.1.3688. PMID 17245113.
- “Translation initiation: variations in the mechanism can be anticipated”. Cellular and Molecular Life Sciences 68 (6):  991–1003. (2010). doi:10.1007/s00018-010-0588-z. PMID 21076851.